# Astley (Shropshire)
Pour les articles homonymes, voir Astley.
Astley est un village et une paroisse civile du Shropshire, en Angleterre. Il est situé à environ 8 km au nord-est de la ville de Shrewsbury. Au recensement de 2011, il comptait 449 habitants.